# Claudio Rinaldi (giornalista 1968)
Claudio Rinaldi (Firenze, 23 ottobre 1968) è un giornalista italiano.
È direttore della Gazzetta di Parma, dove è stato assunto nel 1992 da Baldassarre Molossi.

## Biografia
Ha deciso di fare il giornalista quando era un ragazzino, dopo essere rimasto folgorato dalla prosa di Gianni Brera, di cui si professa fedelissimo seguace: al grande giornalista e scrittore pavese ha dedicato, nel 2001, Gioannfucarlo: la vita e gli scritti inediti di Gianni Brera, scritto insieme a Paolo Brera, uno dei figli di Gianni. Ha poi pubblicato interventi e brevi saggi su Brera in numerose pubblicazioni e curato, nel 2014, la voce Gianni Brera per il Dizionario biografico degli italiani della Treccani. Fa parte del comitato scientifico della “rivista di studi breriani” Quaderni dell’Arcimatto: studi e testimonianze per Gianni Brera (direttore responsabile Adalberto Scemma, direttore scientifico Alberto Brambilla), che ha pubblicato i primi quattro volumi nel 2010, 2012, 2014 e 2017.
Nella sua carriera giornalistica, negli anni delle collaborazioni giovanili (Gazzetta di Parma, Resto del Carlino, Radio Emilia) si è occupato prevalentemente di sport. Da quando è stato assunto come praticante alla Gazzetta di Parma ha lavorato nella redazione Cronaca, occupandosi di vari settori: inchieste, giudiziaria, amministrativa. 
Ha poi diretto la redazione Cronaca, prima di essere nominato caporedattore. Per due brevi periodi gli è stata affidata la direzione ad interim; nel settembre 2016 è stato promosso vicedirettore. Dal 1º marzo 2019 è stato nominato direttore della Gazzetta di Parma, di 12 Tv Parma e di Radio Parma.
Ha collaborato con l’ANSA, il Giornale, la Voce, il Corriere dello Sport - Stadio.
Oltre alle pubblicazioni su Gianni Brera, ha scritto biografie dell’ex arbitro internazionale di calcio Alberto Michelotti e dell’allenatore di maratoneti Luciano Gigliotti, le voci Oronzo Pugliese e Bruno Roghi per il Dizionario biografico degli italiani e, insieme al cardiologo Massimo Gualerzi, il libro Supersalute.

## Opere
- Gioannfucarlo: la vita e gli scritti inediti di Gianni Brera, con Paolo Brera, Pavia, Selecta, 2001 (poi ripubblicato con il titolo Giôann Brera: vita e scritti di un gran lombardo, Milano, Boroli editore, 2004)
- Due pipe in regalo, in Un coro per il Vecio: diciannove voci per Enzo Bearzot, a cura di Em bycicleta, presidio di fabulazione sportiva, Trento, Curcu&Genovese, 2007
- La “Gazzetta” del CLN, in Vento del Nord, a cura di Giuseppe Massari e Mario Rinaldi, Reggio Emilia, Diabasis, 2008
- Dirige Michelotti da Parma: vita e passioni di un grande arbitro, Parma, Mup, 2010
- Supersalute: 7 mosse per dimagrire, restare sani, contrastare l’invecchiamento, con Massimo Gualerzi, Milano, Sperling & Kupfer, 2013
- Voce Gianni Brera in Dizionario biografico degli italiani: italiani della Repubblica, Roma, Istituto della Enciclopedia italiana, 2014
- Mi chiamavano Professor Fatica: vita, segreti e tabelle del più grande allenatore di maratoneti, con Luciano Gigliotti, Portogruaro, Ediciclo, 2014
- Voce Oronzo Pugliese in Dizionario biografico degli italiani 85: Ponzone-Quercia, Roma, Istituto della Enciclopedia italiana, 2016
- Voce Bruno Roghi in Dizionario biografico degli italiani 88: Robusti-Roverella, Roma, Istituto della Enciclopedia italiana, 2017
- Gianni Brera in America (aprile-luglio 1955) per il libro Per Franco Contorbia, Firenze, Società Editrice Fiorentina, 2019.
- Parma è la Gazzetta, con Giancarlo Gonizzi (catalogo della mostra organizzata per i 285 anni i storia della Gazzetta di Parma  a Palazzo Pigorini, Parma, 13 gennaio-15 marzo 2020, Parma, Gazzetta di Parma editrice, 2020

| Controllo di autorità | VIAF (EN) 70764804 · ISNI (EN) 0000 0000 3674 2832 · SBN PARV155626 · LCCN (EN) n2003048096 |